# МАЗ 256
МАЗ 256 — білоруський автобус середнього класу, що випускається на Мінському автомобільному заводі з 2005 року.

## Характеристика

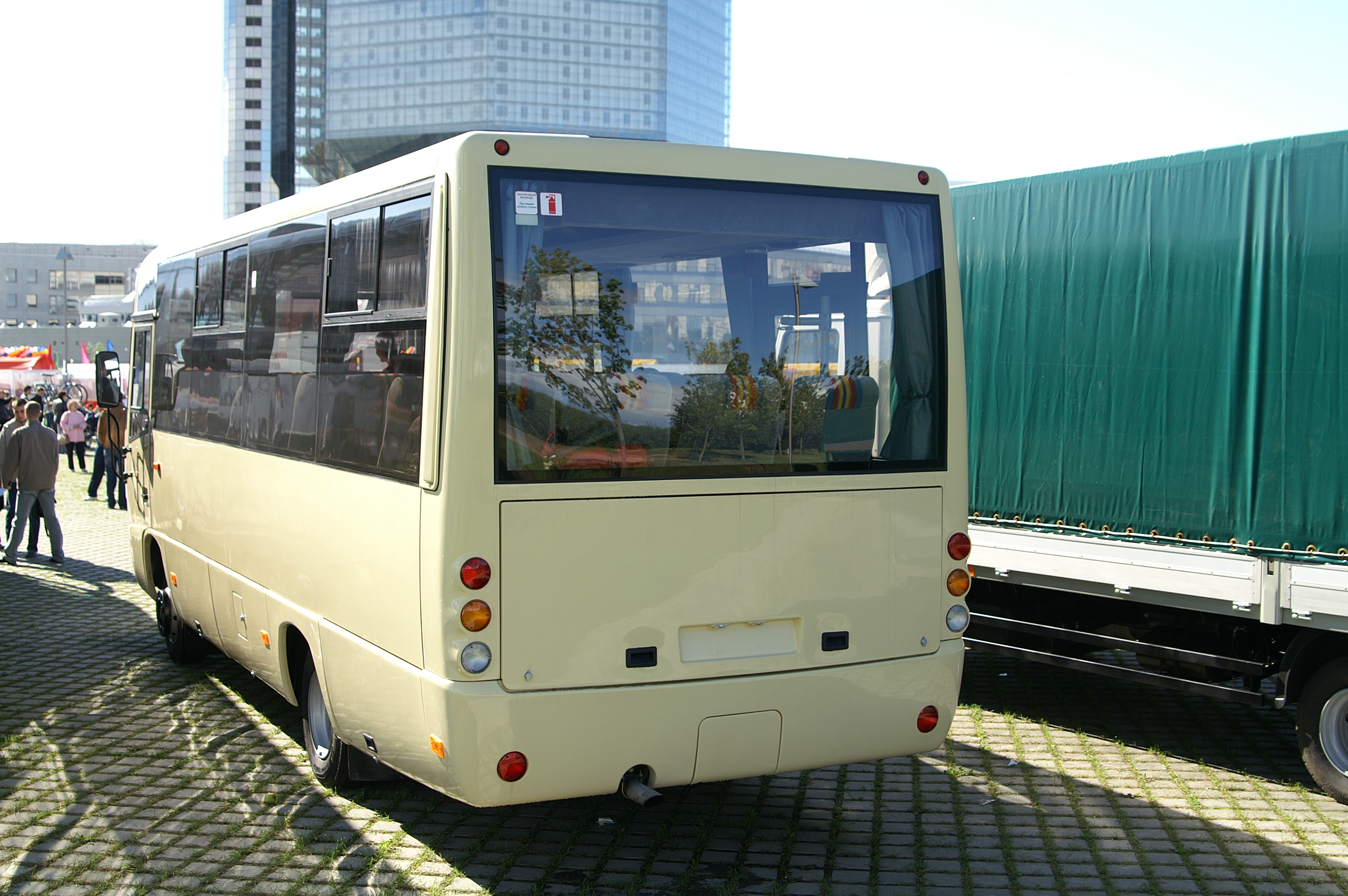
МАЗ-256

Автобус МАЗ-256 - може випускатися в декількох варіантах:
- Туристичного автобуса, оснащеного кондиціонером, аудіо та відео системами;
- Приміського або міжміського автобуса;
- Службового автобуса;
- Маршрутного таксі.

Кузов автобуса виконаний з пластику, пофарбованого в «масі», при такій технології подряпини або вм'ятини не потребують фарбування. Панелі кузова і скла вклеєні в каркас.
Автобус має 28 місць для сидіння, номінальна місткість - 43 людини.

## Історія
Автобус був сконструйований в 2004, а серійне виробництво почалося в 2005.
Усього в 2005 було випущено 230 таких машин.